# FastCGI
快速通用网关接口（Fast Common Gateway Interface／FastCGI）是一种让交互程序与Web服务器通信的协议。FastCGI是早期通用网关接口（CGI）的增強版本。
FastCGI致力於減少網頁伺服器與CGI程式之間互動的開銷，從而使伺服器可以同時處理更多的網頁請求。

## 歷史
通用网关接口协议（CGI）是一种对接应用程序和网络服务器的接口协议。CGI使外部程式與Web伺服器之間交互成為可能。CGI程式運行在獨立的進程中，並對每個Web請求建立一個進程，這種方法非常容易實現，但效率较差，難以擴展。
CGI程式運行在獨立的進程中，並對每個Web請求建立一個進程，在结束时销毁。这种“每个请求一个新进程”的模型使得CGI程序非常容易實現，但效率较差，難以擴展。在高负载情况下，进程创建和销毁进程的开销变得很大。此外，由於地址空間無法共享，CGI进程模型限制了资源重用方法，如重用数据库连接、内存缓存等。
为了解决CGI的可伸缩性缺点，Open Market开发了FastCGI，并在20世纪90年代中期首次在他们的网络服务器产品中引入了它。Open Market最初开发FastCGI的部分原因是作为对网景公司开发网络应用程序的专有、进程内API(网景服务器API)的竞争回应。
虽然FastCGI最初是由Open Market开发的，但后来被其他几家网络服务器制造商实施。然而，它的方法与其他加速和简化服务器-子程序通信的方法相竞争。像mod_perl和mod_php这样的Apache HTTP服务器模块几乎是同时出现的，并且很快流行起来。截至2019年，包括CGI在内的所有这些不同方法仍在普遍使用。

## 實現
与为每个请求创建一个新的进程不同，FastCGI使用持续的进程来处理一连串的请求。这些进程由FastCGI服务器管理，而不是web服务器。
当进来一个请求时，web服务器把环境变量和这个页面请求通过一个socket比如FastCGI进程与web服务器（都位于本地）或者一个TCP 请求（FastCGI进程在远端的server farm）传递给FastCGI进程。
服务传入请求时，网络服务器通过Unix域套接字、命名管道或TCP连接向FastCGI进程发送环境变量信息和页面请求。响应通过相同的连接从进程返回到网络服务器，然后网络服务器将该响应传递给最终用户。连接可能在响应结束时关闭，但是web服务器和FastCGI服务进程都将持续，不会被销毁。
每个单独的FastCGI进程在其生命周期内可以处理许多请求，从而避免了每个请求进程创建和终止的开销。并发处理多个请求可以通过几种方式来完成:通过内部多路复用使用一个连接(即一个连接上的多个请求)；通过使用多个连接；或者通过这些方法的混合。可以配置多个FastCGI服务器，提高稳定性和可扩展性。

## 优点
网站管理员和程序员可以发现，在FastCGI中将网络应用程序与网络服务器分离比嵌入式解释器(mod_perl、mod_php等)有许多优点。这种分离允许服务器和应用程序进程独立重启——这是繁忙网站的一个重要考虑因素。它还能够实现每个应用程序的托管服务安全策略，这是对ISPs和网络托管公司的一个重要要求。不同类型的传入请求可以分发到特定的FastCGI服务器，这些服务器已被配置为高效地处理这些类型的请求。

## FastCGI的網頁伺服器
- Apache HTTP Server (部分)
  - 通過mod_fcgid模塊實現。這個模塊曾屬於第三方，但是在2009年被授予ASF，成為Apache的一個子項目[4]。它只支持Unix域套接字，不支持TCP套接字。[5]
  - 一個較早的第三方模塊 mod_fastcgi 。但是这个模块从Apache 2.4.x 开始就不再被一同编译了。[6] 虽然这个模块相关的bug早就被解决了。[7]
  - Apache 1.x 在设计上禁止多路复用单个连接接收请求[8]，因此Aapache 1.x是不支持的。
  - 在 Aapache 2.4 中，添加了新的mod_proxy_fcgi模块，支持TCP FastCGI服务器。
- Caddy[9]
- Cherokee HTTP Server
- Hiawatha Webserver（英语：Hiawatha_(web_server)）
  - 支持FastCGI的負載平衡
  - 支持chrooted FastCGI 伺服器
- Lighttpd[10]
- Nginx[11]
- LiteSpeed Web Server
- Microsoft IIS
- Jetty[12]
- Kerio WebSTAR
- OpenBSD 的 httpd(8)[13]
- Open Market 网络服务器